# Vitbröstad bekard
Vitbröstad bekard (Pachyramphus surinamus) är en fågel i familjen tityror inom ordningen tättingar.

## Utbredning och systematik
Fågeln förekommer i Surinam, Franska Guyana och nedre Amazonområdet i Brasilien. Den behandlas som monotypisk, det vill säga att den inte delas in i några underarter.

## Status
IUCN kategoriserar arten som livskraftig.